# Sossís

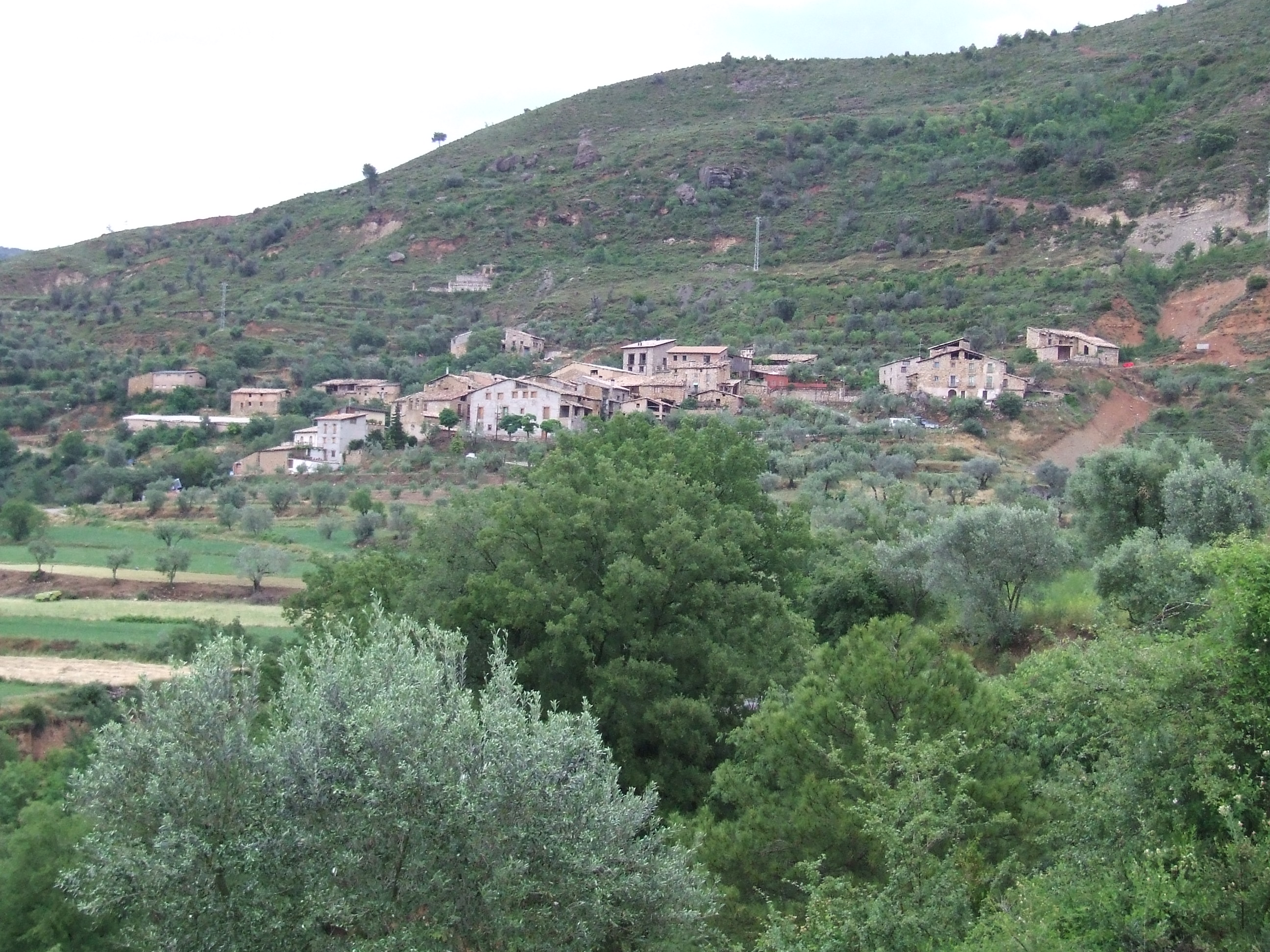
Vista de Sossís.

Sossís es un pueblo constituido en entidad municipal descentralizada, del municipio de Conca de Dalt, en el Pallars Jussá. Pertenecía, hasta 1969, en el antiguo municipio de Claverol.
Entre 1812 y 1847 tuvo ayuntamiento propio. Había sido creado a partir del despliegue de las disposiciones emanadas de la Constitución de Cádiz, y fue suprimido a raíz de las nuevas leyes municipales promulgadas a mediados del siglo XIX, que no permitieron el mantenimiento de los ayuntamientos en poblaciones de menos de 30 vecinos (entendiendo como vecino los cabezas de familia). En febrero de 1847  aparece agrupado con los pueblos de Claverol, El Pont de Claverol y Sant Martí de Canals dentro del municipio de Claverol.
Está situado al norte de su antiguo municipio (Claverol) y, al noroeste del actual término de Conca de Dalt. Está cerca de las antiguas minas de lignito de Sossís.

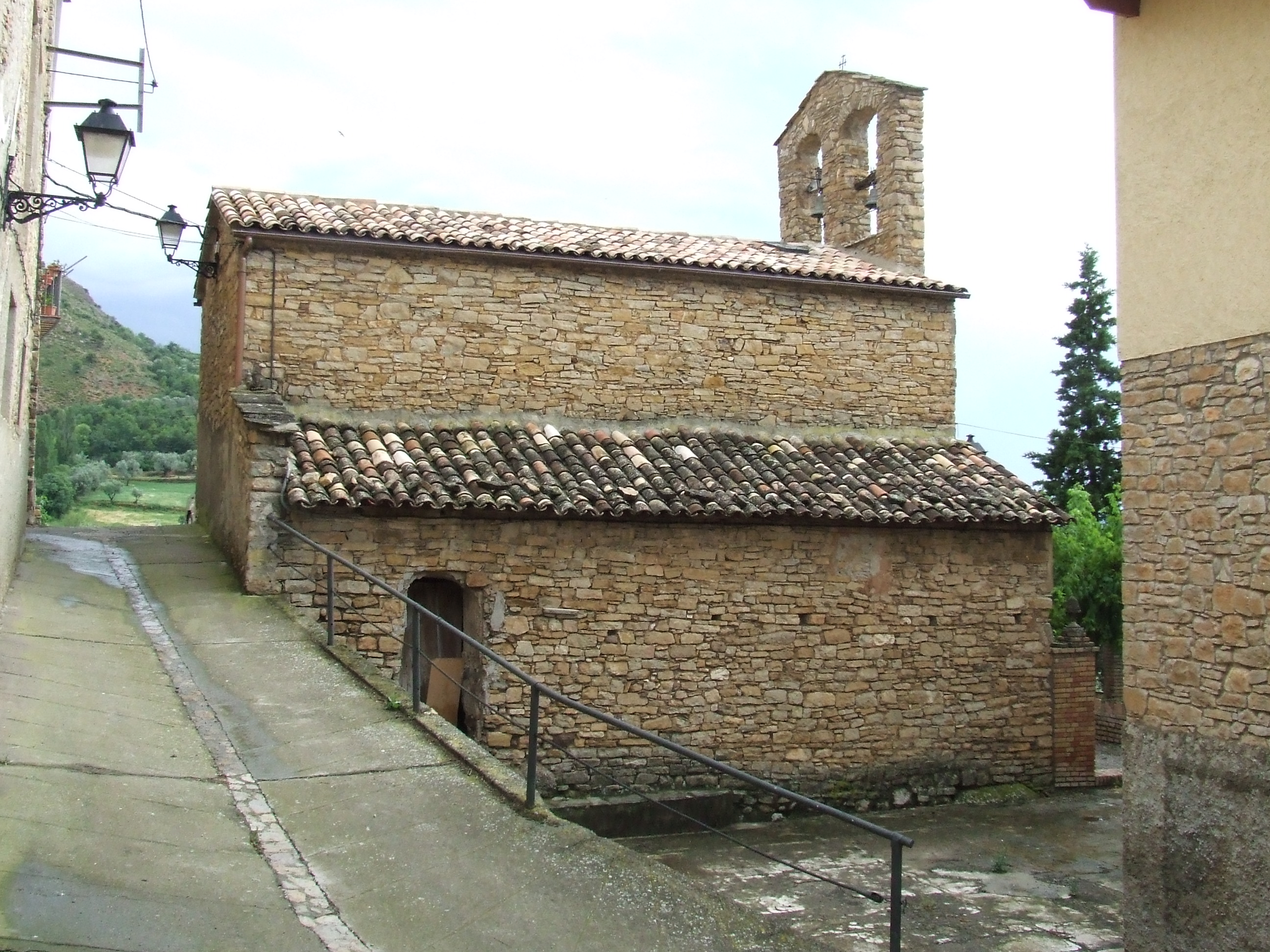
Iglesia de Sossís.

## Etimología
Según afirma Joan Coromines (op. cit.), El topónimo  está directamente emparentado con el verbo solsir-se (hundirse), haciendo alusión a los desprendimientos de tierra frecuentes del lugar donde está el pueblo debido a la blandura del terreno y la fuerte erosión que recibe. Se trataría, pues, de un topónimo románico de carácter descriptivo.

## Historia

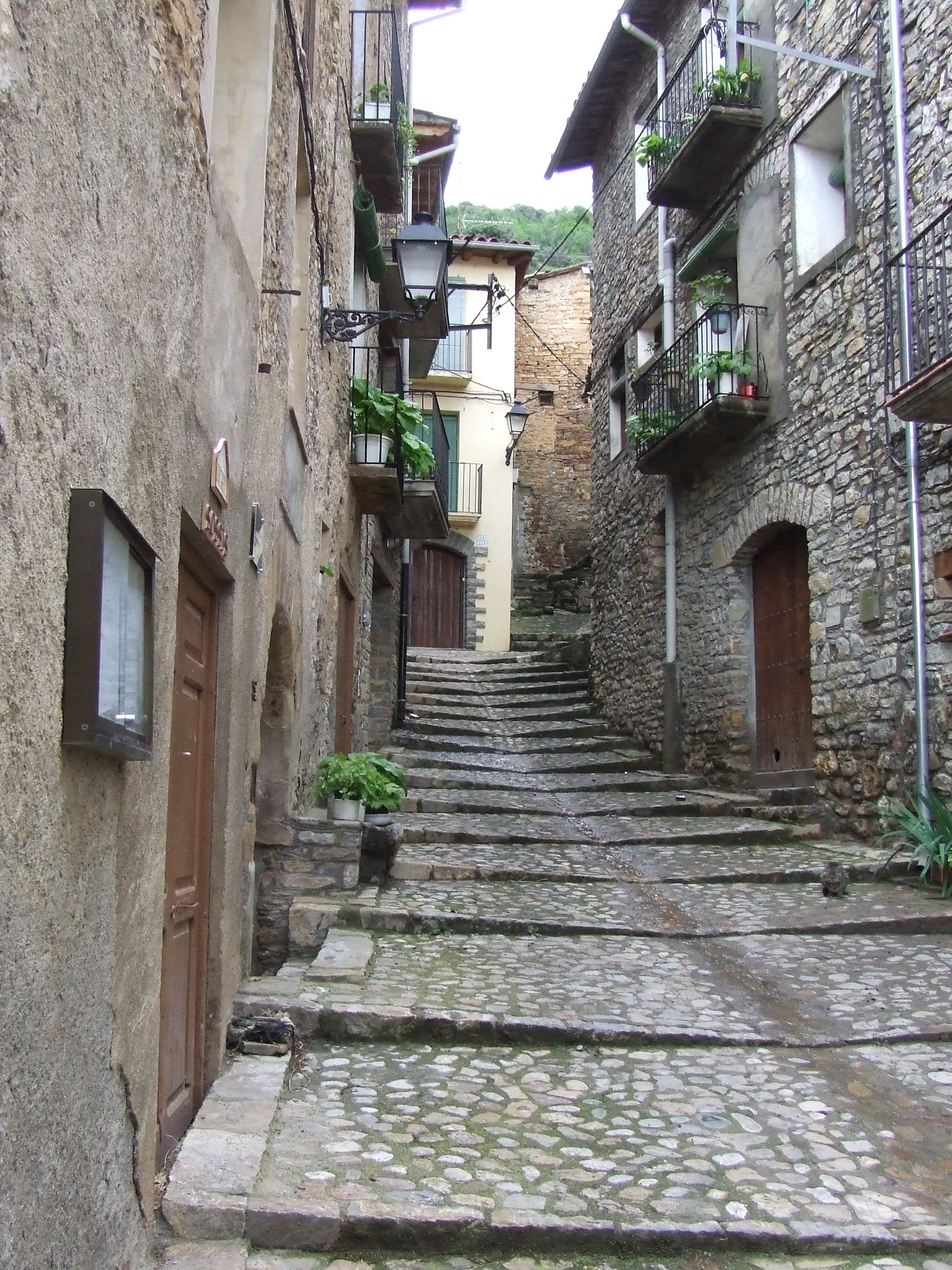
Calle mayor de Sossís, en primer término el Ayuntamiento.

El lugar es mencionado ya, como Claverol, en el 973, año en que fue dado al  Sant Pere de les Maleses. En 1718 había pasado a la jurisdicción de los marqueses de Pallars y duques de Cardona. Se cree que Sossís había sido emplazado antiguamente al otro lado de la Noguera, cerca de Gramuntill.
En 1553 tenía sólo 4 fuegos (unos 20 habitantes), y el 1718, cuando pertenecía a los marqueses de Pallars y duques de Cardona, ya tenía 10 casas y 32 habitantes.
En el Diccionario geográfico ... de Pascual Madoz, de 1845, dice que Sossís:

llamado Socis ó Sosis, está en la falda de una colina a la izquierda del Noguera Pallaresa, en un lugar bien ventilado, aunque la montaña de Claverol la protege de los vientos de levante, y tiene un clima sano. Constan 19 casas, y la parroquia depende de Montsor (Monzón). El terreno es de muy buena calidad en la parte que hay entre el pueblo y el río, pero el resto es flojo, áspero y pedregoso. Hay huertos que se riegan con las aguas de algunas fuentes, y bosque, aunque está muy dañado. Se recolecta leña de origen arbustivo. La producción es de trigo, cebada, vino, aceite, patatas, algunas legumbres y poca fruta. Hay lana y seda, pero poca, y el ganado que se cría son ovejas y cerdos. Hay caza de perdices, liebres y conejos, y pesca de truchas, anguilas y barbos. Formaban el pueblo 10 vecinos (cabezas de familia) y 75 almas (habitantes).

Ceferí Rocafort (op. cit.) Comenta que en el término de Claverol hay 197 edificios, con 469 habitantes de hecho y 467 de derecho, de los cuales el pueblo de Claverol tiene 40 y 79, respectivamente, el Pont de Claverol, 65 y 183, Sant Martí de Canals, 38 y 122, y Sossís, 26 y 72. Además, hay 28 casas más esparcidas por el resto del término, entre las que menciona el mas Miret, los Masos de Baiarri y el Molino de Palacio, con la capilla de Sant Martí.
En 1970 constan 54 habitantes, que bajaban a 45 en 1981 ya 32 en 2006.

## Demografía
| 1990 | 1991 | 1994 | 1995 | 1996 | 2001 | 2003 | 2005 |  |
| ---- | ---- | ---- | ---- | ---- | ---- | ---- | ---- |  |
| 35   | 39   | 39   | 36   | 36   | 33   | 34   | 32   |  |